# Anguidae
Anguidae é uma família de répteis escamados pertencentes à subordem Sauria. Apesar de serem lagartos, muitos membros dessa família não possuem membros visíveis, dando-lhes uma aparência de serpentes. Suas cabeças, no entanto, mantêm o formato característico da de lagartos, e os seus olhos podem fechar - o que não acontece nas serpentes. No Brasil, este tipo de lagarto é conhecido como cobra-de-vidro, por quebrar e perder sua cauda com facilidade, como pode acontecer com qualquer lagarto.

## Classificação
- Subfamília Anguinae
  - Género Anguis
  - Género Ophisaurus
  - Género Pseudopus
- Subfamília Diploglossinae
  - Género Celestus
  - Género Diploglossus
  - Género Ophiodes
- Subfamília Gerrhonotinae
  - Género Abronia
  - Género Barisia
  - Género Coloptychon
  - Género Elgaria
  - Género Gerrhonotus
  - Género Mesaspis